# Tigisis (Maurétanie Césarienne)
Tigisis, également appelée Tigisis en Maurétanie Césarienne pour la distinguer d’une autre Tigisis située en Numidie, était une ancienne cité berbère romanisée située dans la province de Maurétanie césarienne, une région de l'Empire romain couvrant une partie de l'actuelle Algérie. Elle est mentionnée dans l’Itinéraire d’Antonin, un document romain répertoriant les routes et villes de l’Empire, ce qui témoigne de son rôle stratégique.

## Localisation et vestiges
Tigisis est identifiée avec des ruines situées entre les villes actuelles de Dellys et Taourga, en Algérie. Ces vestiges témoignent de son importance à l’époque romaine, notamment en tant que centre administratif et militaire. Elle était un centre fortifié utilisé par l’armée romaine pour surveiller et contrôler la région. Son emplacement entre Dellys et Taourga la plaçait sur des routes commerciales et militaires essentielles reliant l'intérieur des terres à la côte méditerranéenne.
Parmi les vestiges identifiés dans les ruines de Tigisis figurent :
- des fondations de bâtiments romains;
- des inscriptions latines;
- des traces de fortifications.

## Diocèse
Pendant la période chrétienne de l'Empire romain, Tigisis est devenue un siège épiscopal,. Il y a trois évêques connus de ce diocèse, qui ont été mentionnés lors des conciles d’Afrique du IVe siècle et du Ve siècle, ce qui montre que la ville avait une communauté chrétienne importante. Les évêques rivaux, catholique et donatiste, Solemnio et Pascasio, ont tous deux assisté au concile de Carthage de 411 qui rassembla les évêques de l’Afrique du Nord romaine. Passinato intervint lors du concile de Carthage de 484 convoqué par le roi vandale Huneric, après quoi il fut exilé.
Le déclin de l’Empire romain et l’arrivée des Vandales au Ve siècle, suivis des Byzantins et des Arabes, ont entraîné la perte progressive de l’influence romaine dans la région.
Aujourd’hui, Tigisis en Maurétanie subsiste en tant que siège titulaire (latin : Tigistanus in Mauretania; italien : Tigisi di Mauritania) dans l’Église catholique. L’actuel évêque titulaire est Tadeusz Bronakowski, évêque auxiliaire de Łomża.

### Évêques
- Trois évêques de cette ville nous sont connus depuis l’Antiquité :
  - Solemnius 411, un évêque catholique
  - Paschasius 411, un évêque donatiste rival
  - Passitanus 484

- Les évêques titulaires sont :
  - Rodrigo Vicente Cisneros Durán (1 décembre 1967 – 4 juillet 1969)
  - Herbé Seijas (2 juillet 1975 – 15 octobre 1975)
  - Alejandro Mestre Descals (6 mars 1976 – 26 juin 1988)
  - Martino Canessa (20 juin 1989 – 2 février 1996)
  - Thomas Koorilos Chakkalapadickal (9 mai 1997 – 15 janvier 2003)
  - Tadeusz Bronakowski (11 février 2006 – présent).